# ペーテル・リュカー
ペーテル・リュカー（Peter Lücker, 1933年11月8日 - ）は、ドイツの指揮者。
ハンブルクの生まれ。1954年からコントラバスを学び始めたが、左手を負傷したため、ロンドンでジョージ・ハーストに指揮法を学んだ。1966年にメルク室内管弦楽団が設立された時には初代の首席指揮者となり、1974年までその任に当たった。1990年からボフスラフ・マルティヌー・フィルハーモニー管弦楽団の首席指揮者を務めた。